# Discodes trjapitzini
Discodes trjapitzini är en stekelart som beskrevs av Herthevtzian 1979. Discodes trjapitzini ingår i släktet Discodes och familjen sköldlussteklar.
Artens utbredningsområde är:
- Armenien.
- Moldavien.
- Ukraina.

Inga underarter finns listade i Catalogue of Life.